# Chalcorana chalconota
Espèce
Synonymes
- Hyla chalconotus Schlegel, 1837
- Rana chalconota (Schlegel, 1837)
- Hylarana chalconota (Schlegel, 1837)
- Polypedates junghunii Bleeker, 1856

Statut de conservation UICN

 LC  : Préoccupation mineure
Chalcorana chalconota est une espèce d'amphibiens de la famille des Ranidae.

## Répartition
Cette espèce est endémique d'Indonésie. Elle se rencontre sur les îles de Java et de Sumatra en dessous de 1 571 m d'altitude. Sa présence est incertaine à Bali.

## Publication originale
- Schlegel, 1837 : Abbildungen neuer oder unvollständig bekannter Amphibien, nach der Natur oder dem Leben entworfen und mit einem erläuternden Texte begleitet. Arne and Co., Düsseldorf, p. 1-141 (texte intégral).